# シャルル・ナポレオン
シャルル・マリー・ジェローム・ヴィクトル・ナポレオン・ボナパルト（フランス語: Charles Marie Jérôme Victor Napoléon Bonaparte, 1950年10月19日 - ）は、フランスの政治家、実業家、作家。ナポレオン公。ボナパルト家の現家長として「ナポレオン7世」（フランス語: Napoléon VII）を称しているが、家長の座は息子ジャン・クリストフ・ナポレオンと競合状態にある。
ナポレオン・ボナパルトの玄姪孫（弟の孫の孫）にあたる。

## 経歴
ナポレオン1世の弟ジェロームの曾孫であるナポレオン公ルイ・ナポレオンの長男としてオー＝ド＝セーヌ県ブローニュ＝ビヤンクールに生まれる。パリ大学で経済学を修める。学位は経済学博士。学位取得後は財務省、銀行幹部などを経て、サービス関係の会社を設立した。その後、コルス＝デュ＝シュド県のアジャクシオで副市長を務め、2007年の国民議会（下院）選挙に中道政党「民主運動」から出馬したが、落選した。
コルシカ環境協会会長、国際ナポレオン・アカデミー名誉会員、セーヌ＝エ＝マルヌ県ヌムール市会議員。現在、アメリカ外交政策研究所（American Institute on Foreign Policy）の客員教授。
1997年に父ルイ・ナポレオンが死去した時、その遺書には後継者としてシャルルではなく、その息子のジャン・クリストフ・ナポレオンの名前があった。しかしシャルルは父の意向を無視してナポレオン公およびボナパルト家家長の地位を継承した。このためボナパルト家家長の座は1997年以降、父子間で競合状態にある。ただし、シャルルによれば息子ジャン・クリストフとの関係は険悪なものではなく、またシャルルは自分の推定相続人にジャン・クリストフを指名している。

## 結婚と子女
1978年、遠縁にあたるベアトリーチェ・ディ・ボルボーネ＝ドゥエ・シチリエ（ベアトリス）と結婚した。彼女は両シチリア王位請求者の一方の当主である、カストロ公フェルディナンド・マリアの長女である。この結婚はブルボン家とボナパルト家が長年フランス君主の座を争ってきた歴史には反するものだったが、ベアトリスとの間には1男1女が生まれた。
- カロリーヌ・マリー・コンスタンス・ナポレオン（英語版）（1980年10月24日 - ）
- ジャン・クリストフ・ナポレオン（1986年7月11日 - ）

ベアトリスとは1989年に離婚し、1996年にコルシカ島出身の離婚歴のある女性ジャンヌ・フランソワーズ・ヴァリチオーニと再婚した。ジャンヌ・フランソワーズの間には結婚前に1女が生まれている。
- ソフィー・カトリーヌ・ナポレオン（1992年4月18日 - ）

また1998年に夫妻はホーチミン市生まれのヴェトナム人の養女を迎えた。
- アン・レティシア・ナポレオン（1988年4月22日 - ）

## 著書
- 『21世紀のナポレオン　歴史創造のエスプリ（精神）を学ぶ』（池田大作との対談集）

以下、日本語版は未出版。
- 『ボナパルトと反骨精神』
- 『ボナパルトとパオリ』